# 사이드스와이프
트랜스포머 프랜차이즈에서 등장하는 사이드스와이프(Sideswipe)은 여러 캐릭터이며 오토봇 소속 전사이다. 다중우주 설정으로 다른 세계관, 다른 트랜스포머 작품의 사이드스와이프도 등장하나 다른 인물들이다.

## 상세
원작 세계관 애니메이션에서는 람보르기니 쿤타치 LP500S 로 변형 한다.
실사영화 세계관 작품 트랜스포머: 패자의 역습에서 첫 등장하며 쉐보레 코르벳 스팅레이로 변형한다.
얼라인드 세계관 트랜스포머: 워 포 사이버트론에서는 옵티머스 프라임, 범블비와 함께 센티널 제타 프라임을 구출하러 간다. 트랜스포머: 폴 오브 사이버트론에서는 옵티머스에 명령으로 재즈, 클리프점퍼와 함께 실종된 그림록 일행을 수색한다.
2015년에 방영하였던 애니메이션 트랜스포머 로봇 인 디스가이즈에서 동명이인의 캐릭터가 주연으로 등장한다.

## 성우
- 트랜스포머 G1 - 마이클 벨
- 트랜스포머 실사영화 시리즈 2편 ~ 3편 - 앙드레 소글리조 (2편), 제임스 레마 (3편)
- 트랜스포머: 워 포 사이버트론, 폴 오브 사이버트론 - 트래비스 윌링햄
- 트랜스포머 로봇 인 디스가이즈 - 대런 크리스